# (3555) Miyasaka
(3555) Miyasaka ist ein Asteroid des Hauptgürtels, der am 6. Oktober 1931 vom deutschen Astronomen Karl Wilhelm Reinmuth an der Landessternwarte Heidelberg-Königstuhl (Sternwarten-Code 024) auf dem Westgipfel des Königstuhls bei Heidelberg entdeckt wurde.
Der Asteroid wurde nach dem japanischen Astronomen Seidai Miyasaka (* 1955) benannt.